# Àstrid Bergès-Frisbey
Àstrid Bergès-Frisbey (Barcelona, Cataluña, España; 26 de mayo de 1986)es una actriz y modelo española de ascendencia franco-estadounidense.
Es conocida por interpretar a la sirena Syrena en Pirates of the Caribbean: On Stranger Tides (2011) y Sofi en I Origins (2014). También interpretó a La Maga en King Arthur: Legend of the Sword (2017). Recibió el Premio Suzanne Bianchetti en 2009 y el Premio Trophée Chopard a la Revelación Femenina del Año en el Festival de Cine de Cannes de 2011 y una nominación al David di Donatello de 2016 en Roma.
Actualmente reside en París.Habla español, francés, catalán e inglés.

## Biografía
Nació el 26 de mayo de 1986 en Barcelona, Cataluña, España.  
Es hija de padre español y madre franco-estadounidense,los cuales se separaron cuando ella tenía dos años. Debido a esto, a los cinco años se mudó con su familia materna a un pueblo francés cercano a La Rochelle, donde estudió en el Colegio Henri Dunant.   
Pasó cinco veranos con su padre en Haití, donde consiguió su primer empleo como camarera y a los diecisiete años tuvo planes de convertirse en osteópata y se trasladó a París para estudiar ciencias, pero al poco tiempo y con el fallecimiento de su padre decidió dedicarse al teatro.

## Trayectoria profesional
Debutó gracias a Internet, donde encontró una oferta de trabajo en Su majestad Minor. Hasta su debut en la película Pirates of the Caribbean: On Stranger Tides todo habían sido producciones independientes y europeas. Su primer papel importante fue como Isabel de joven (Danielle Darrieux interpreta a Isabel mayor) en la miniserie Elles et moi (Ellas y yo), de Bernard Stora. Su primer papel principal en el cine lo consigue en el año 2008, con Un barrage contre le Pacifique (Un dique contra el Pacífico), de Rithy Panh. En el año 2011, interpreta el principal papel femenino de la película española Bruc, el desafío, como Gloria, con actores españoles como Juanjo Ballesta. Personalmente escogida por el productor Jerry Bruckheimer y el director Rob Marshall, Bergès-Frisbey hizo su debut en inglés en 2011 en la esperada secuela Pirates of the Caribbean: On Stranger Tides, película en la cual consiguió el papel de la sirena Syrena tras una audición en Barcelona. Finalmente, obtiene mayor alcance internacional al participar de las películas I Origins (2014), y King Arthur: Legend of the Sword, dirigida por Guy Ritchie.

## Filmografía

### Cine
| Año  | Título original                             | Personaje         | Ref           |
| ---- | ------------------------------------------- | ----------------- | ------------- |
| 2006 | Su majestad Minor                           | No acreditada     | [ 12 ]        |
| 2008 | Un barrage contre le Pacifique              | Suzanne           | [ 13 ]        |
| 2009 | La première étoile                          | Juliette          | [ 14 ]        |
| 2009 | Extase                                      | Jeanne            | [ 15 ]        |
| 2010 | Bruc. El desafío                            | Gloria            | [ 5 ]         |
| 2011 | La Fille du puisatier                       | Patricia Amoretti | [ 16 ]        |
| 2011 | Pirates of the Caribbean: On Stranger Tides | Syrena            | [ 11 ] [ 17 ] |
| 2012 | El sexo de los ángeles                      | Carla             | [ 18 ]        |
| 2013 | Juliette                                    | Juliette Karsenty | [ 19 ]        |
| 2014 | I Origins                                   | Sofi              | [ 20 ]        |
| 2015 | Alaska                                      | Nadine            | [ 21 ]        |
| 2017 | King Arthur: Legend of the Sword            | La Maga           | [ 22 ]        |
| 2020 | L'Autre                                     | Marie             | [ 23 ]        |
| 2021 | Way Down                                    | Lorraine          | [ 24 ]        |
| 2024 | Cuckoo                                      | Ed                | [ 25 ]        |

### Series
| Año  | Título original | Personaje        | Notas                                                  | Ref    |
| ---- | --------------- | ---------------- | ------------------------------------------------------ | ------ |
| 2007 | Sur le fil      | Marie Sertissian | Serie; Episodios Tuyau percé, À la barre y Les Touches | [ 26 ] |

| Año  | Título original  | Personaje             | Notas            | Ref    |
| ---- | ---------------- | --------------------- | ---------------- | ------ |
| 2007 | Divine Émilie    | Marquesa de Boufflers | Película para TV | [ 27 ] |
| 2008 | Elles et moi     | Isabel de joven       | Película para TV | [ 28 ] |
| 2009 | La Reine morte   | Infanta               | Película para TV | [ 29 ] |
| 2021 | Capitain Marleau | Eva Sallaberry        | Película para TV |        |

## Teatro
| Obra  | Personaje  | Director    | Teatro         | Fecha | Ref    |
| ----- | ---------- | ----------- | -------------- | ----- | ------ |
| Equus | Jill Mason | Didier Long | Teatro Marigny | 2008  | [ 30 ] |

## Premios
- 2009 : Premio Suzanne-Bianchetti otorgado por la Société des auteurs et compositeurs dramatiques (SACD) a una joven actriz de teatro comenzando una carrera prometedora en el cine.[1]
- 2011 : Premio Trophée Chopard otorgado a la mejor actriz revelación del año, en la 10.ª edición del Trofeo en el Festival de Cannes.[2]